# Cico e Bum/Le buone azioni di Cico e Bum
Cico e Bum/Le buone azioni di Cico e Bum è un singolo di Loretta Goggi, pubblicato nel 1971.

## Descrizione
Scritto da Luciano Beretta con musiche di Elide Suligoj, è una favola per bambini che si sviluppa nei due lati del 45 giri. Il disco veniva venduto unicamente abbinato alla vendita dei pupazzi Cico e Bum prodotti dalla ditta Sebino. La copertina è apribile e, all'interno, vi sono le vignette che illustrano la storia.

## Tracce
Lato A
1. Cico e Bum – 4:14 (testo: Luciano Beretta – musica: Elide Suligoj)

Lato B
1. Le buone azioni di Cico e Bum – 4:13 (testo: Luciano Beretta – musica: Elide Suligoj)